# Tourtelette tambourette
Turtur tympanistria
Espèce
Statut de conservation UICN

 LC  : Préoccupation mineure
La Tourtelette tambourette (Turtur tympanistria) est une espèce d'oiseaux appartenant à la famille des Columbidae. Elle est souvent appelée Colombe tambourette.

## Description
Cet oiseau mesure environ 23 cm pour une masse de 50 à 85 g. Le dos est brun foncé.
Il s'agit de la seule espèce du genre Turtur à présenter un net dimorphisme sexuel : le mâle ayant les parties inférieures, le front et les joues blanc pur tandis que ces zones sont gris brun pâle chez la femelle. Le mâle arbore également un trait de larme noir entre le bec et chaque œil.

## Distribution
C'est un oiseau largement répandu dans les forêts et autres types de végétation denses de l'Afrique au sud du Sahara. Son domaine s'étend de l'est du Sénégal à l'Éthiopie et au Kenya vers le sud à travers l'Afrique de l'Est jusqu'au Sud-Est de l'Afrique du Sud, mais il est absent des régions les plus sèches du Sud-Ouest de l'Afrique. On trouve une population sur les îles des Comores.